# Daniel Alfredsson
Daniel Alfredsson (Göteborg, 11 dicembre 1972) è un ex hockeista su ghiaccio svedese che ha giocato come attaccante nella National Hockey League.

## Palmarès

### Club
- Campionato svedese: 1

Frölunda: 2004-2005

### Nazionale
- Giochi olimpici: 1

Torino 2006

### Individuale
- Calder Memorial Trophy: 1

1995-1996
- King Clancy Memorial Trophy: 1

2011-2012
- Mark Messier Leadership Award: 1

2012-2013
- NHL Second All-Star Team: 1

2005-2006
- NHL All-Rookie Team: 1

1995-1996
- NHL All-Star Game: 6

1996, 1997, 1998, 2004, 2008, 2012
- Elitserien All-Star Team: 1

2004-2005